# Bukka White
Bukka White (Houston, 1909. november 12. – Memphis, 1977. február 26.) blues-zenész, énekes, gitáros, szövegíró.

## Pályafutása
Mississippi államban, Houstontól délre született. Bukka White édesanyja és B. B. King nagymamája nővérek voltak.
Egy időben a Mississippi Állami Büntetés-végrehajtási Intézetben (közismert nevén Parchman Farmban) szolgált. Ottani tapasztalatairól az írta 1940-ben a „Parchman Farm Bluest”.
1942 és 1944 között az amerikai haditengerészetnél szolgált, majd Memphisben telepedett le. Bob Dylan feldolgozta a „Fixin 'to Die Blues” című szerzeményét.
1977-ben hunyt el rákban, (67 vagy 70 évesen) Memphisben. 1990-ben posztumusz került be a Blues Hírességek Csarnokába.

## Lemezek

### Stúdióalbumok
- Mississippi Blues (1964)
- Sky Songs, 1 – 2 (1965)
- Memphis Hot Shots (1968)
- Big Daddy (1974)

## Díjak
- 1990: Blues Hall of Fame